# Anacleto Bernardi
Anacleto Bernardi fue un conscripto de la Armada de la República Argentina nacido en la provincia argentina de Entre Ríos que el 25 de octubre de 1927 naufragó en el trasatlántico Principessa Mafalda y falleció ahogado luego de ceder su salvavidas a otro de los pasajeros.

## Biografía Personal
Anacleto Bernardi nació en San Gustavo (Provincia de Entre Ríos), el 13 de julio de 1906.Sus padres fueron Atilio Bernardi, inmigrante italiano, y Sofía Giménez, una criolla entrerriana. 
Debió cumplir con el Servicio Militar Obligatorio en la Armada Argentina, siendo incorporado en la Base Naval Puerto Belgrano el 8 de enero de 1927. Su buen desempeño motivó que recibiera como premio ser designado para integrar la dotación del buque escuela ARA Presidente Sarmiento que anualmente realizaba el viaje de instrucción con los cadetes del último año de la Escuela Naval Militar.

## Naufragio del Principessa Mafalda

### SS Principessa Mafalda

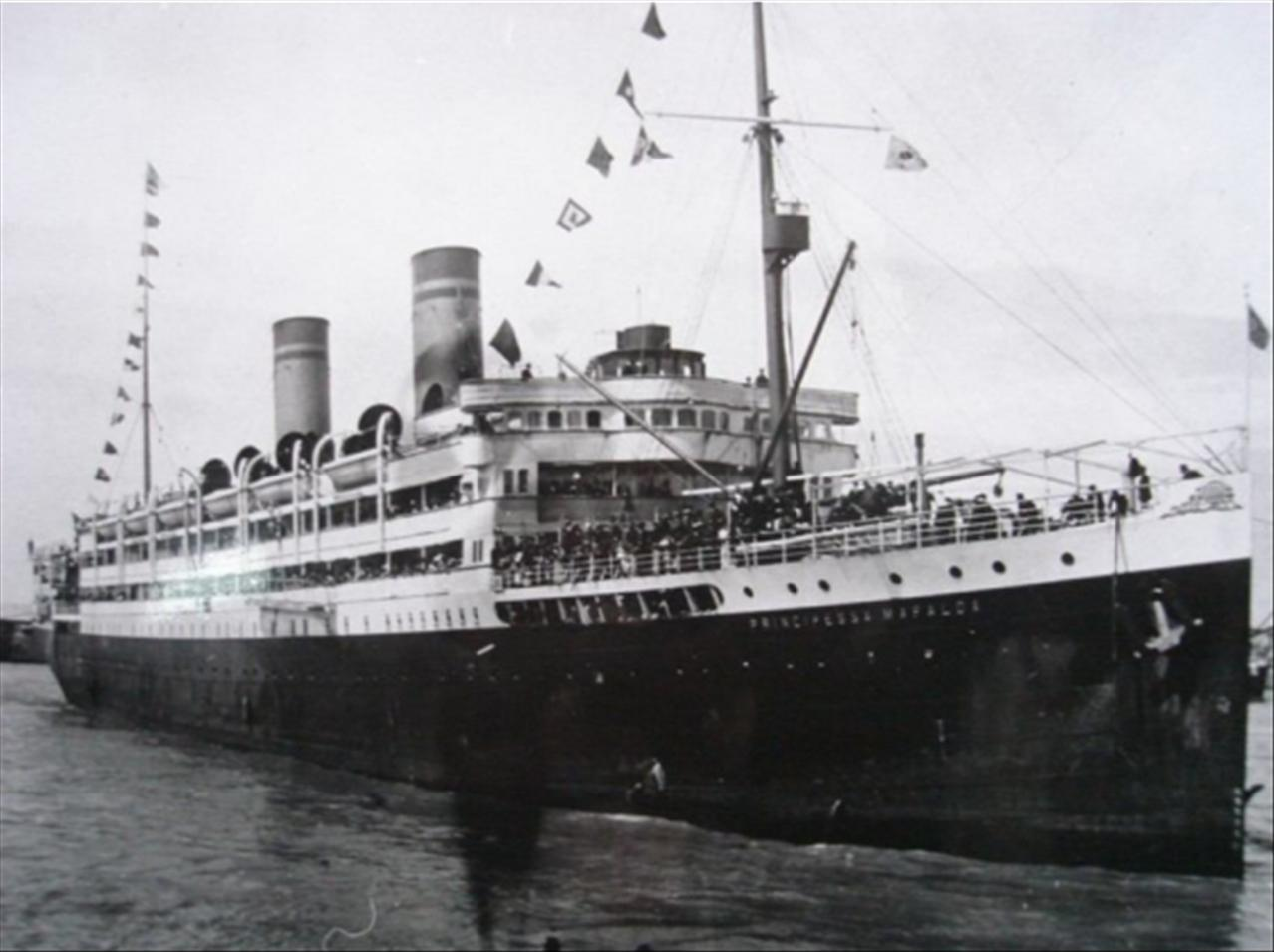
Foto del buque Principessa Mafalda, de bandera italiana, que se hundió el 25 de octubre de 1927, debido a la rotura del tubo telescópico del eje de hélice derecho, frente a las costas del Estado de Bahía, Brasil.

El SS Principessa Mafalda era un lujoso vapor italiano de transporte de personas. Poseía doble hélice, lo que lo hacía más rápido que otros similares.Desde su botadura en 1909, cubrió el trayecto Génova-Buenos Aires.
La nave, perteneciente a la empresa Navigazione Generale Italiana, contaba con un desplazamiento de 9.200 toneladas, 147 metros de eslora, 16,80 m de manga y podría navegar a 18 nudos. Tenía 158 cabinas de primera clase, 835 segunda y tercera, con 715 dormitorios para los inmigrantes. Fue bautizado en honor a la segunda hija que tuvo el rey de Italia, Vittorio Emanuele III, con Elena, reina de Montenegro.

### Hundimiento
La nave partió de Génova el 11 de octubre de 1927 con 1261 personas a bordo.Su estado de mantenimiento no era bueno. El capitán de la nave, Simone Guli, de 55 años, había alertado a la empresa que la nave no se encontraba en condiciones. La partida  se demoró para que obreros trabajaran en sus máquinas. Apenas entró en aguas profundas el buque comenzó a vibrar. El capitán avisó por radio pero la compañía que desvió la nave hacia el puerto más cercano, Cabo Verde.
En horas de la tarde, a unos 150 km de Salvador de Bahía (Brasil), del 25 de octubre, el eje de su hélice se rompió y dañó el casco lo que hizo que ingrese agua y motivara su hundimiento. A las 1735, el capitán hizo sonar la alarma y envió un SOS. A las 22.20, luego de más de cuatro horas de agonía, se hundió.
Los barcos de la zona acudieron pronto al pedido de auxilio cuando el Principessa Mafalda comenzó a escorarse, logrando rescatar a 938 náufragos. Podrían haber sido más si no fuera porque a bordo reinaba el desconcierto y el caos, entre disparos suicidas y luchas a cuchillo por un salvavidas. Menos el capitán y ocho de los suyos, la tripulación se salvó toda.
Aunque el número de muertos difiere según las fuentes informativas, se estima que al menos 314 personas perdieron la vida en el naufragio (incluyendo los ocho tripulantes y el capitán). 
Una investigación concluyó que el buque partió averiado desde Italia pese a las advertencias de la falta de mantenimiento. Además, seis de sus botes salvavidas no pudieron utilizarse por estar en mal estado.

### Heroísmo de Bernardi y Santororo
El conscripto Bernardi fue tripulante del vigésimo quinto viaje de la fragata Sarmiento, buque escuela de la Armada Argentina que zarpó de Argentina el 29 de mayo de 1927. Después de navegar por la costa africana, la nave continuó su viaje por el Mediterráneo. Allí recibió la orden de participar de los actos que se realizaban en Génova con motivo de la inauguración de un monumento al general Manuel Belgrano donde arribó el 5 de octubre. Las celebraciones que contaron con la presencia del rey italiano, Víctor Manuel III y del constructor de la base de Puerto Belgrano, ingeniero Luis Luiggi.
Ante el agravamiento de la pulmonía que habían contraído durante el viaje y la inutilidad de los cuidados brindados en el buque, el capitán de fragata Honorio Acevedo, al mando de la fragata, decidió enviar a Buenos Aires a Bernardi y al cabo principal Juan Santororo. En el puerto de Génova se realizaron los trámites para que ambos embarcaran en el trasatlántico Principessa Mafalda, el cual zarpaba en breve.
Anoticiados de la emergencia producida por la avería del vapor a la altura de Salvador de Bahía, Bernardi y Santoro se presentaron ante el capitán Simón Gulí y ofrecieron su colaboración. Mientras se preparaban los primeros botes, ambos procuraron tranquilizar al pasaje, recorriendo el interior de la nave, embarcando gente, arriando botes y negándose a ocupar lugar en ellos por su condición de marinos.
Bernardi y Santororo, después de realizar actos de extraordinario heroísmo, contribuyendo a salvar el mayor número posible de vidas. Finalmente se lanzaron al mar, siendo recogido Santororo por uno de los barcos que concurrieron a auxiliar al Principessa Mafalda, no ocurriendo lo mismo con el conscripto Bernardi, que quedó flotando en las aguas, asido a un salvavidas. El conscripto, que se hallaba semidesfallecido, se dio cuenta de que cerca de él se debatía contra la muerte un anciano que estaba prendido de un pequeño madero. Bernardi,se desprendió de su salvavidas, entregándoselo al anciano, que gracias a ello pudo salvarse, mientras el conscripto no tardaba en desaparecer de la superficie.

El diario El Plata recibió de su corresponsal especial en Río de Janeiro un relato de la llegada del buque Formosa a dicho puerto. En ese despacho se hace referencia a la actuación de dos marineros de la fragata argentina Presidente Sarmiento:
"Tanto Santororo como Bernardi fueron de los últimos en abandonar el Mafalda, después de realizar actos de extraordinario heroísmo, contribuyendo a salvar el mayor número posible de sus compañeros de infortunio. Finalmente ambos se lanzaron al mar, siendo recogido Santororo por uno de los barcos que concurrieron a auxiliar al Mafalda, no ocurriendo lo mismo con el conscripto Bernardi, que quedó flotando en las aguas, asido a un salvavidas. Al amanecer, el valiente conscripto, que se hallaba semidesfallecido. Se dio cuenta de que cerca de él se debatía contra la muerte un anciano que estaba prendido de un pequeño madero. Bernardi, en un rasgo sublime, se desprendió de su salvavidas, entregándoselo al anciano, que gracias a ello pudo salvarse, mientras el conscripto no tardaba en desaparecer de la superficie”.
El telegrama del agregado naval argentino en Río de Janeiro, reproduce lo reportado por Santororo:
“Lo vi varias veces después del siniestro. Lo vi en cubierta y lo encontré en el mar. Nos tocó luchar juntos más de una vez para reducir la resistencia instintiva de algún náufrago a quien horrorizaba la sola idea de que pudiéramos reconducirlo al Mafalda. Pero lo perdí de vista, de repente, y nada más supe de él…”.
Una semana después del hundimiento, el enviado de la La Nación entrevistó en Montevideo a Juan Santororo, artillero principal de la fragata argentina Presidente Sarmiento:
“Un día antes –dijo el cabo Santoro- se dijo a proa y a popa que el buque hacía agua. Pocos momentos después se hizo un simulacro de salvamento. Y llegó el naufragio. Cuatro golpes formidables, un mazazo gigantesco en que parecía que habían tomado parte todos los elementos. Se quebró el árbol de una de las hélices y ésta se vino hacia atrás, en tanto que el trípode giraba hacia la derecha, abriendo un rumbo en la popa”. Más adelante, contó Santoro: “Mi primer pensamiento en ese momento fue salvarme. Pero me acordé que era marino argentino y me presenté al comandante poniéndome a sus órdenes. Me puse a salvar a las mujeres y a los niños. A la hora y media se hundió el buque. Alternativamente, nadaba y me aferré a la borda de una lancha, hasta llegar al ‘Mosella’”....

“Pedí una lancha para ir en busca Bernardi, a quien había visto hacer prodigios de valor a bordo y luego en el agua. Se accedió a mi pedido y lo busqué, pero inútilmente”.

## Honores póstumos
Distintos lugares y calles de Argentina rinden homenaje al conscripto Anacleto Bernaridi.
- El pueblo La Castellana de la Provincia de Entre Ríos (Argentina), creado por decreto del gobernador Miguel Laurencena con fecha 11 de noviembre de 1914. Su nombre original fue desplazado por el de la estación ferroviaria: Estación Conscripto Bernardi. El decreto n.º 1754/1969 de 31 de junio de 1969 creó la junta de gobierno, adoptando el nombre Conscripto Bernardi para el pueblo.[8]

- La acción de Anacleto Bernardi fue el motivo por el que la Armada Argentina, a través de la Resolución del 25 de octubre de 1976, instituyera el Día del Conscripto Naval como homenaje a quien, en cumplimiento de su deber, ofrendara su propia vida para salvar la del prójimo.[9]
- Una calle en el partido de Almirante Brown (Buenos Aires) lleva el nombre "Conscripto Bernardi".